# Batalla de San Ignacio
La Batalla de San Ignacio (sobre el río Quinto, provincia de San Luis, Argentina, 1 de abril de 1867) fue un encuentro bélico entre los últimos caudillos federales del oeste del país y las fuerzas del gobierno porteño. Las fuerzas nacionales, al mando del coronel José Miguel Arredondo vencieron a las federales, mandadas por el general Juan Saá.

## La revolución de los colorados
La batalla de Pavón significó el final de la Confederación Argentina y el comienzo del predominio en todo el país del partido liberal, directo descendiente del partido unitario. Las resistencias federales fueron vencidas por el simple avance del ejército porteño –como en el caso de la provincia de San Luis, cuyo gobernador Juan Saá se exilió en Chile– o ahogadas en sangre, como en el caso de la provincia de La Rioja, cuyo caudillo Ángel Vicente Peñaloza resistió firmemente hasta caer asesinado.
El gobierno del general porteño Bartolomé Mitre no solo aplastó la oposición federal, sino que además se embarcó, a partir de 1865, en la Guerra del Paraguay. En alianza con el Imperio del Brasil, el ejército argentino invadió el Paraguay para obligar a ese pequeño país (el más moderno en esa época) a cambiar su gobierno y adoptar el signo liberal (que era el que más le convenía en ese momento al Imperio británico, que deseaba exportar sus productos a estos países).
La guerra fue tremendamente impopular en el interior del país, y gran parte de los "voluntarios" que eran enganchados para pelear en el frente se rebelaron o desertaron. La derrota de los Aliados en la batalla de Curupaytí dejó en muy mala situación al ejército argentino, e hizo caer muy bajo el prestigio militar de Mitre.
El 11 de noviembre de 1866 estalló una sublevación de las tropas reunidas para marchar al frente de guerra en Mendoza. Pusieron en libertad a los presos de la cárcel, e inmediatamente algunos de ellos, líderes federales, transformaron la revuelta en una revolución de signo federal, la llamada Revolución de los Colorados.
El coronel Carlos Juan Rodríguez asumió el gobierno de la provincia de Mendoza, el coronel Juan de Dios Videla el de la vecina provincia de San Juan, y el general Juan Saá regresó de Chile para asumir el mando en su provincia, la de San Luis, cuya capital ocupó el 7 de febrero del año siguiente. También regresó desde Chile el coronel Felipe Varela, que asumió el mando en el oeste de la provincia de La Rioja.

## Reacción gubernamental
Con las tres provincias de Cuyo y La Rioja en manos federales, el presidente Mitre se vio obligado a distraer fuerzas de la Guerra del Paraguay para aplastar la revolución. Él mismo se trasladó a Rosario, desde donde envió al general Wenceslao Paunero contra San Luis, y a Antonino Taboada contra La Rioja.
Paunero decidió operar sobre el oeste de la provincia de Córdoba, y enviar al coronel Arredondo como avanzada sobre San Luis. Este acampó cerca de la actual Villa Mercedes, y al tener noticias del avance federal se retiró hacia el fortín San Ignacio, sobre el río Quinto.

## La batalla
A las once de la mañana del 1 de abril de 1867, las avanzadas del ejército federal al mando de Saá lanzó sus primeros ataques sobre la posición de Arredondo. Los 3500 montoneros federales (algunas fuentes elevan la cifra hasta los 8000) se lanzaron al asalto con sus tropas, formadas casi exclusivamente de gauchos a caballo, armados solamente con precarias lanzas; unos 8 cañones anticuados no pudieron ser operados por falta de oficiales capaces.
Los 1600 veteranos del ejército nacional estaban mucho mejor armados, con fusiles y cañones modernos, aunque sus caballos eran peores. En esas condiciones, los federales trataron de sacar el máximo partido de sus cargas de caballería, logrando evitar ser alcanzados por el fuego de artillería.
Fue una lucha durísima, en que ambos bandos lucharon con gran valentía y decisión. Tras varias cargas de caballería, los montoneros lograron desplazar de sus posiciones a los jefes nacionales, especialmente a los locales, como los del coronel José Iseas (el fundador de Villa Mercedes), que fueron completamente dispersados. Pero la enérgica reacción de la infantería del entonces mayor Luis María Campos, jefe del Batallón 6 de Línea (y futuro fundador de la Escuela Superior de Guerra), logró rechazar los ataques de los federales. Los mismos nacionales quedaron sorprendidos de que una carga de infantería, mayormente a la bayoneta, lograra hacer huir a los federales. En realidad, no parece haber sido solo esa carga, sino el hecho de que los federales estaban triunfando con el último aliento. Ante la reacción de los hombres de Campos, no pudieron ya sostenerse.
Los federales debieron abandonar el campo de batalla rumbo a la ciudad de San Luis. Al llegar a esta, la noticia del avance en esa dirección de Arredondo, simultáneamente con las fuerzas de Paunero, unos 1400 hombres más, hicieron que Saá abandonara la provincia hacia Mendoza. Hasta allí se extendió el desaliento, y los líderes federales solo pensaron en huir.
Saá, Videla y Rodríguez se exiliaron en Chile. El 14 de abril, las fuerzas de Paunero ocupaban Mendoza.
El 10 de abril, solo nueve días después de San Ignacio, y sin que los combatientes tuvieran aún noticias de esa batalla, Felipe Varela fue también completamente derrotado en la batalla de Pozo de Vargas, cerca de la ciudad de La Rioja. Varela no huyó, sino que mantuvo una porfiada resistencia durante muchos meses más; aunque finalmente también él debió exiliarse.

## Consecuencias
La derrota federal de San Ignacio significó el inmediato fracaso de la Revolución de los Colorados y la caída de los gobiernos provinciales federales que esta había elevado. Junto con Pozo de Vargas, ambas batallas significaron el principio del fin de las revueltas federales en el interior. La porfiada resistencia de Varela, que incluso intentaría un efímero regreso en 1868, no tendría la importancia estratégica que tuvo hasta entonces la última revolución federal.
La revuelta de Ricardo López Jordán en 1870 no tendría apoyo alguno en el oeste del país, y se extinguiría sin lograr ser exportada fuera de la provincia de Entre Ríos. Y entonces sí, los federales desaparecerían como partido.
Por otro lado, el ejército podría regresar a la Guerra del Paraguay y volver a tomar la ofensiva, para finalmente doblegar la heroica resistencia paraguaya. Desde este punto de vista, la victoria de San Ignacio permitió al gobierno central argentino imponerse, no solo sobre sus enemigos interiores, sino también sobre los exteriores. Y con ello, la consolidación del modelo liberal y europeísta que la historiografía llama Organización Nacional.
Curiosamente, la historiografía revisionista no ha dado a esta batalla la importancia histórica que realmente tuvo, dejando a Felipe Varela como único protagonista de la guerra civil de 1866-1867. Tampoco la historiografía clásica le asigna mayor importancia que una meramente secundaria. En cualquier caso, vale la pena recordar que el ejército que mandaba Saá era potencialmente más peligroso que el de Varela, simplemente porque estaba mucho más cerca del Litoral y de Buenos Aires.